# مطار سانمينغ شياتشيان
مطار سانمينغ شياتشيان (بالصينية: 三明沙县机场) (إياتا:  SQJ ، إيكاو: ZSSM ) مطار عام يقع بمدينة Sha County في فوجيان في الصين. يبلغ طول المدرج 2600 م . افتتح المطار في 7 مارس 2016.

## شركات الطيران والوجهات
| شركـات طيـران      | الوجهات                                      |
| ------------------ | -------------------------------------------- |
| طيران الصين اكسبرس | مطار تشونغتشينغ جيانغبى الدولي               |
| Fuzhou Airlines    | مطار هايكو ميلان الدولي، مطار نانجينغ الدولي |
| خطوط جونياو الجوية | مطار شانغهاي بودنغ الدولي                    |
| طيران التبت        | مطار تشنغدو شوانغليو الدولي                  |
| خطوط زيامن الجوية  | مطار بكين داشينغ الدولي                      |

## وصلات خارجية
- http://www.flightstats.com/go/Airport/airportDetails.do?airportCode=